# Herbert Kalmus
Herbert Thomas Kalmus (9 novembre 1881 – 11 juillet 1963),, était un ingénieur américain qui a joué un rôle primordial dans la mise au point de la couleur au cinéma.  Il a été le cofondateur et président directeur général de la Technicolor Motion Picture Corporation

## Biographie
Herbert Kalmus est étudiant à l’Institut de Technologie du Massachusetts Massachusetts Institute of Technology et passe son doctorat à l’Université de Zurich. Il étudie ensuite la physique, l’électrochimie et la métallurgie au M.I.T., ainsi qu’à l’Université Queen's de Kingston, Ontario au Canada.
En 1912, Kalmus et deux de ses camarades du M.I.T. montent une société de recherche et de développement industriels. C’est dans ce cadre que le trio va s’intéresser au cinéma, à la suite d’une étude qui leur est confiée pour créer un système de projection sans scintillement. Ils fondent en 1915 la société Technicolor, dont Kalmus devient le président et directeur général. Ils développent ainsi le procédé Technicolor, d’abord bichrome (rouge et vert) dès 1916, puis trichrome (rouge, vert et bleu) à partir de 1928 avec le premier film réalisé à l'aide de ce procédé, Le Viking. Réalisé par Roy William Neill, ce film est muet, avec des intertitres et un accompagnement musical (emprunté à Richard Wagner et Edvard Grieg) selon le procédé sound on film (son optique Movietone, son sur film enregistré et lu sur la pellicule elle-même). Le film est salué pour la qualité de ses couleurs mais son exploitation est un échec, dû notamment à la médiocrité du scénario et de la mise en scène.

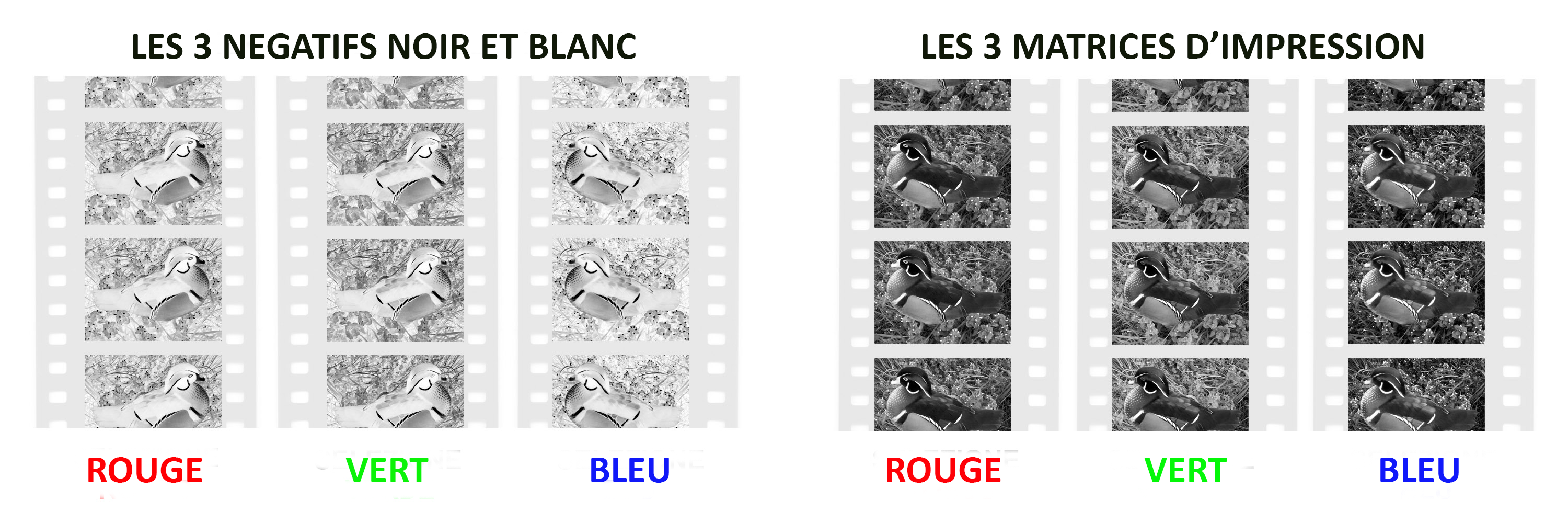
Technicolor, sélections chromatiques (procédé photographique à la prise de vues) et matrices d'impression (procédé d'imprimerie sur pellicule pour le tirage des copies). Une quatrième matrice — mélange des 3 sélections — sera ajoutée par la suite pour mieux soutenir les noirs, absents en tant qu'eux-mêmes dans les sélections sur les 3 négatifs. Le Technicolor trichrome est ainsi le résultat de 4 impressions.

Le 23 juillet 1902, Kalmus s’était marié avec Natalie Kalmus, dont le nom deviendra célèbre grâce à sa mention en tant que « superviseur de la couleur » ou « directeur artistique Technicolor » de la plupart des longs métrages réalisés avec ce procédé entre 1934 et 1949. Bien qu’il divorce en 1922, le couple continue de vivre ensemble jusqu’en 1944. Herbert Kalmus se remarie alors avec Eleanore King en 1949.
Sa filleule (et plus tard, sa belle-fille), Cammie King, joua un rôle d’enfant (Bonnie Blue Butler) dans le célèbre Autant en emporte le vent, sorti en 1939. L’autobiographie de Herbert Kalmus, Mr. Technicolor, n’a été publiée qu’en 1993 .

## Hommages
- Herbert Kalmus a son étoile parmi les 2500 figurant sur la Walk of Fame (Hollywood).
- La plage Kalmus Beach de Hyannis dans le Massachusetts, a été nommée ainsi en son hommage.